# Gábor Vincze (judoka)
Gábor Vincze (29 de febrero de 1976) es un deportista húngaro que compitió en judo adaptado. Ganó dos medallas en los Juegos Paralímpicos de Verano, bronce en Sídney 2000 y bronce en Atenas 2004.

## Palmarés internacional
| Juegos Paralímpicos | Juegos Paralímpicos | Juegos Paralímpicos | Juegos Paralímpicos |
| Año                 | Lugar               | Medalla             | Categoría           |
| ------------------- | ------------------- | ------------------- | ------------------- |
| 2000                | Sídney (Australia)  | Medalla de bronce   | –81 kg              |
| 2004                | Atenas (Grecia)     | Medalla de bronce   | –81 kg              |